# Sssnakepit
Sssnakepit è un singolo del gruppo musicale britannico Enter Shikari, il primo estratto dal loro terzo album in studio A Flash Flood of Colour, pubblicato il 20 settembre 2011.

## Descrizione
Parlando del brano ad Alternative Press, il cantante Rou Reynolds ha detto: 

## Video musicale
Il video ufficiale del brano, pubblicato il 14 settembre 2011, è stato diretto da Kode Media e vede gli Enter Shikari esibirsi in un club. Una versione rieditata dello stesso video è stata poi pubblicata anche per una versione remixata del brano (Hamilton Remix).

## Tracce
Testi di Rou Reynolds, musiche degli Enter Shikari.
CD, download digitale
1. Sssnakepit – 3:26

CD, download digitale (versione EP)
1. Sssnakepit – 3:28
2. Sssnakepit (Rout Remix) – 4:31
3. Sssnakepit (Hamilton Remix) – 4:51
4. Sssnakepit (Serial Killaz Remix) – 5:30

## Formazione
- Rou Reynolds – voce, tastiera, sintetizzatore, programmazione
- Rory Clewlow – chitarra, voce secondaria
- Chris Batten – basso, voce secondaria
- Rob Rolfe – batteria, percussioni, cori

## Classifiche
| Classifica (2011)          | Posizione massima |
| -------------------------- | ----------------- |
| Regno Unito                | 62                |
| Regno Unito (downloads)    | 61                |
| Regno Unito (rock & metal) | 1                 |
| Regno Unito (independent)  | 11                |